# Гази-Мухаммад
Гази-Мухаммад бин Мухаммад бин Исмаил ал-Гимрави ад-Дагистани, также известен как Кази-Мулла или Гази-Магомед (1794/1795, аул Гимры, Хиндалал, ныне Дагестан — 17 октября 1832, там же) — северо-кавказский военный, политический и религиозный деятель, имам Дагестана и Чечни, мусульманский учёный-богослов, шейх, поэт, предводитель кавказских горцев в борьбе против экспансии Российской империи. Муджаддид и начинатель строительства исламского государства на Северном Кавказе.
Получив мусульманское образование, вёл проповедническую деятельность. В конце 1828 года был избран имамом Дагестана, начал джихад против российских захватчиков и ангажированных ими дагестанских феодалов и членов духовенства. В 1830 году своим имамом Гази-Мухаммада избрала Чечня. В течение нескольких лет, используя тактику мобильных переходов, быстрых атак на медленные и малоподвижные русские войска, вёл войну на Восточном Кавказе. Убит в Гимринском сражении в 1832 году.

## Биография

### Происхождение
Согласно преданиям, Гази-Мухаммад происходил из влиятельного рода узденей из аварского общества Гидатль. Существует версия, что одним из прадедов являлся дагестанский учёный Ибрагим-Хаджи из Урады. Дед по мужской линии Исмаил в юности поехал в Гимры для учёбы, где и осел. Позже устроился богословом в селе Каранай, был женат на Ханике, которая оставалась в Гимры. Мухаммад, отец Гази-Мухаммада, был женат на гимринке Багисултан из знатного рода Мадайилал, её отца звали Мухаммадсултан. У них родились две дочери – Аминат и Патимат, примерно в 1794-1795 годах родился Гази-Мухаммад. Он родился в Унцукуле, но вырос в Гимры.

### Становление
Ещё с детства дружил со своим жизненным соратником Шамилем, который был младше него и жил по соседству. Предполагается, что Шамиль и Гази-Мухаммад были не только друзьями и соседями, но и родственниками.
В молодом возрасте собрал и изучил сочинения дагестанских учёных, пополняя их своими рассуждениями. Получил хорошее исламское образование, изучил Коран, его толкование, арабский, риторику, логику, хадисы, шафиитское право. Окончив мектаб в Гимрах, перешёл в медресе в Унцукуле. Туда же пошёл и Шамиль. Затем они обучались у Мухаммада в Ирганае, у Лачинилава в Хунзахе и у Хаджиява в Ороте. Далее учился у Саида Араканского. Для получения знаний поехал в Чиркей, где по просьбам жителей остался для преподавательской деятельности. Далее в начале 1820-х годов преподавал в ногайских и черкесских землях и в Кизляре.

### Рост влияния
В 1824 году прибыл в чеченское село Майртуп и оказывал поддержку имаму Чечни Авко Унгаеву. Летом следующего года они захватили русскую крепость Амирхаджи-юрт.

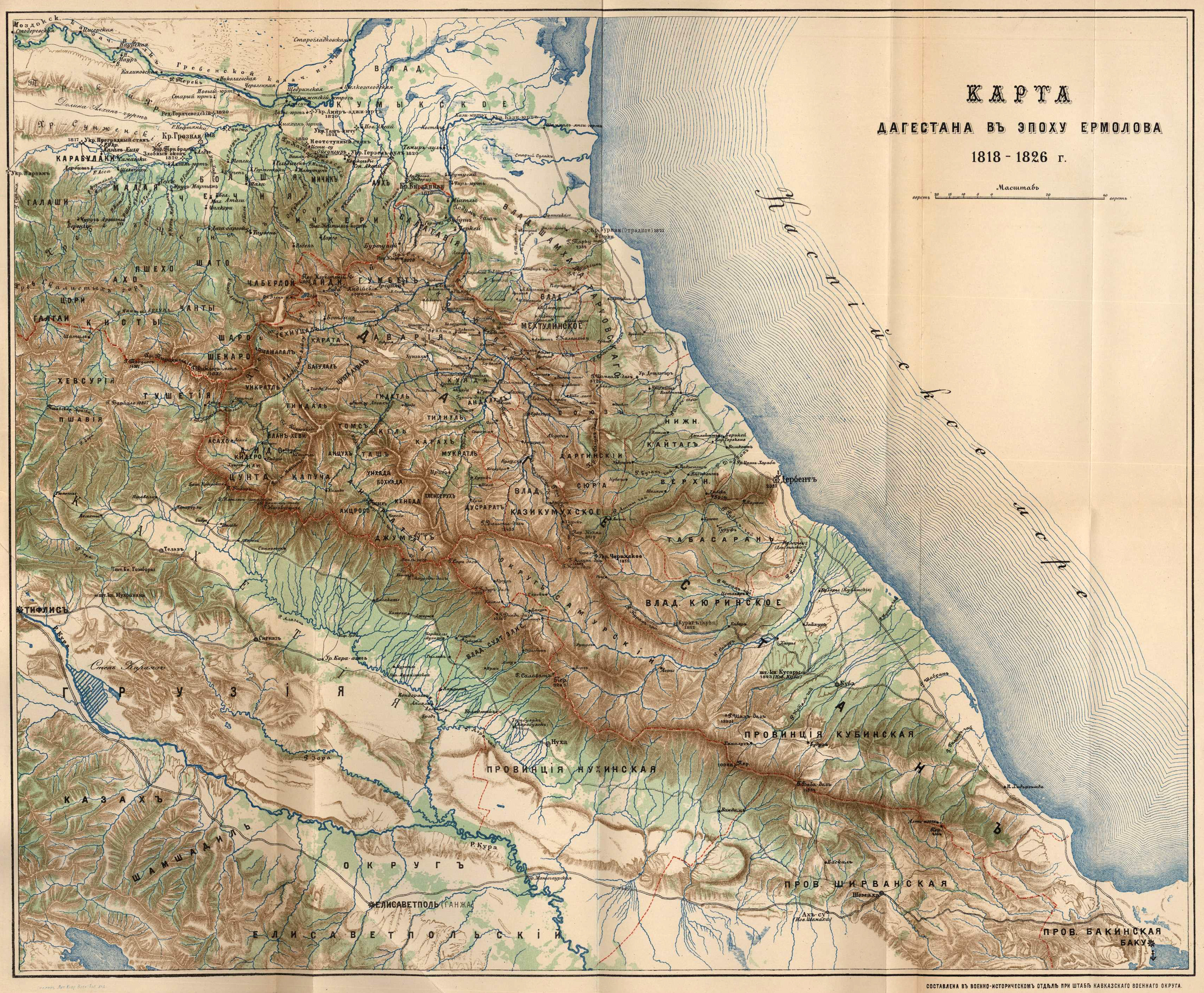
Карта Дагестана в эпоху Ермолова 1818—1826 г.

В 1825 году начал проповедовать в Гимрах. Разъезжал по разным сёлам с целью популяризации шариата, читал хутбы на пятничных молитвах и вёл дискуссии с учёными. В те времена, согласно русским донесениям, в Дагестане в каждом селе были мечети, люди молились, однако шариат в основном был ограничен в применении, его практиковали только в сферах семейного и наследственного права. Был распространён алкоголь, молодёжь «кутила, волочилась и развратничала напропалую», а некоторые женщины не покрывались. Всё это не устраивало Гази-Мухаммада.

В каждом койсубулинском селении поставил Гази-Мухаммад по одному деревянному предмету, типа креста. На них собрался он распинать людей, которые будут проявлять нерадивость в религиозных вопросах. Гази-Мухаммад приказал также: мужчинам — повязать на голову себе чалму, а женщинам — носить покрывало и чадру.— Хроника Иманмухаммада Гигатлинского
Узнав о популярности Гази-Мухаммада, в 1827 году шамхал Тарковский Мехти пригласил его к себе, но Гази-Мухаммад его письмо проигнорировал. Шамхал пригласил его ещё раз, но и в этот раз Гази-Мухаммад отказался, отправив в ответ письмо с указанием, что шамхалу следует самому к нему приехать, потому что «науку посещают, а не наука посещает. Я не пойду к султанам. Если у них ко мне имеется дело, пусть они сами приходят».
У тарикатского шейха Джамалуддина Кази-Кумухского ухудшились отношения с кюринским ханом Асланом, после чего он уехал в Цудахар. Гази-Мухаммад пришёл туда навестить его и вступил в накшбандийский тарикат. Джамалуддин дал дозволение Гази-Мухаммаду считаться шейхом. Вскоре Гази-Мухаммада пригласил к себе Аслан-хан. Он прибыл к нему и отчитал его. Джамалуддин, узнав о такой смелости, послал Гази-Мухаммада в Яраг к шейху Мухаммаду Ярагскому, где он встретился с ним и принял от него тарикат.
Вскоре гимринский джамаат пригласил Гази-Мухаммада обратно. Он вернулся в родное село и принял должности кадия и имама соборной мечети. Открыл свою школу. Постепенно его популярность в качестве преподавателя в горах Дагестана увеличивалась, к нему стекались ученики из разных мест. Он начал принимать своих мюридов, одним из них стал Шамиль.

### Избрание имамом Дагестана

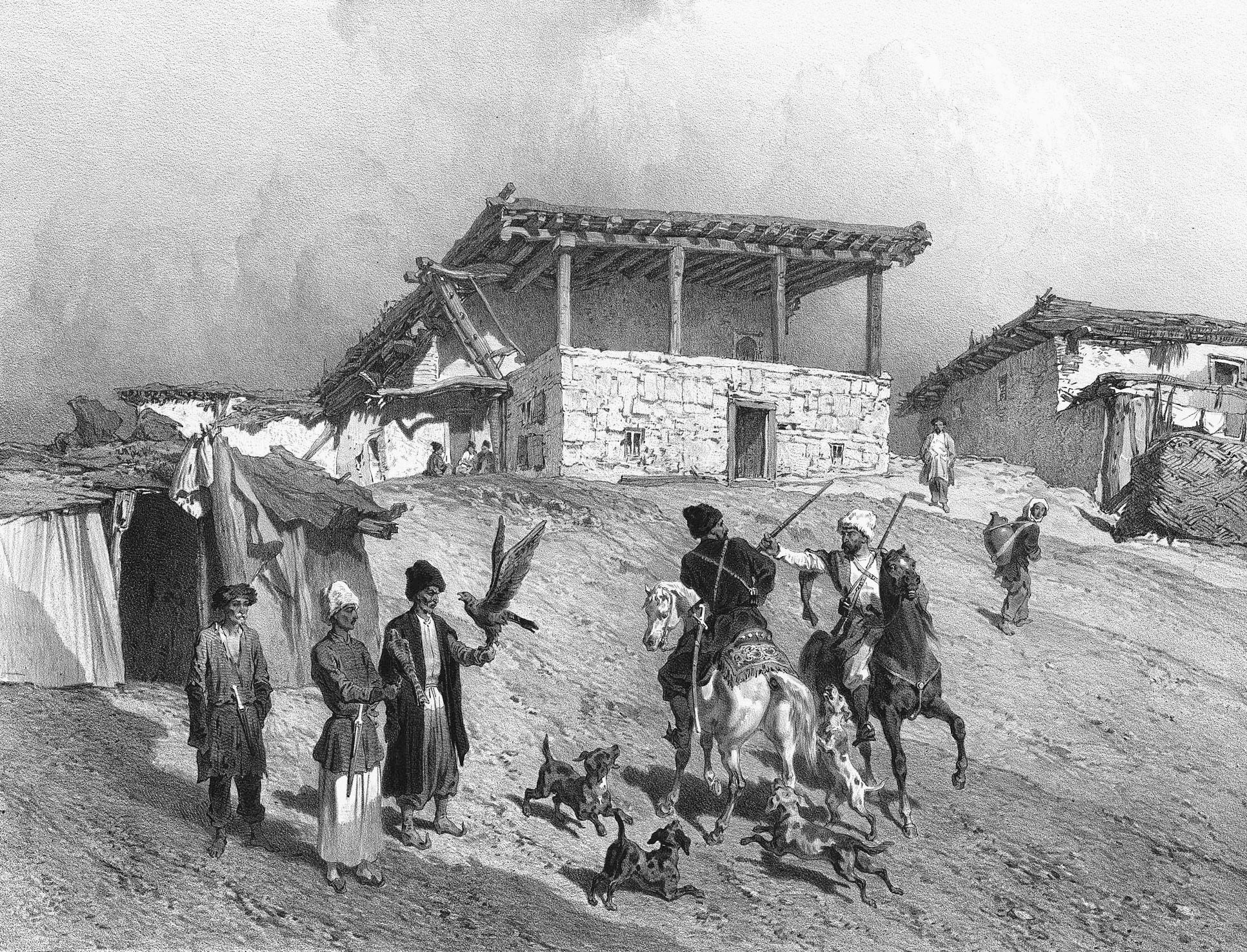
Мечеть в Яраге, где Гази-Мухаммад был объявлен имамом. Картина Г. Гагарина, 1847 г.

Гази-Мухаммад начал думать о военном оборонительном джихаде. Это была его личная инициатива. Необходимость он объяснял тем, что русская колонизация с каждым днём негативно влияет горцев и их нравы и только силой можно это остановить. В его понимании, горцев, кроме русских захватчиков, не устраивали и местные порядки феодалов, их гнёт и произвол, а также то духовенство, ангажированное царским наместничеством и теми же феодалами. Средством решения всех проблем и идеологической основой мог стать исключительно ислам со своей законодательная базой — шариатом. Так как тарикатское учение противоречило этим планам, Гази-Мухаммад и Шамиль отказались от него.
Вооружённую деятельность осудил шейх Джамалуддин и приказал Гази-Мухаммаду прекратить это. Но Гази-Мухаммад не послушал. Шейх Ярагский же ответил на такие планы: «выбери то, что считаешь нужным». Гази-Мухаммад выбрал джихад. Причиной того, что Ярагский не смог противиться инициативе Гази-Мухаммада, было то, что Гази-Мухаммад превосходил его в знаниях и давил на него аргументами из Корана в дискуссии. В конце 1828 года в Яраге было собрано совещание, где был объявлен джихад для свержения царских сил в Дагестане. Мухаммад Ярагский объявил имамом Гази-Мухаммада в мечети.
В 1829 году шамхал Мехти снова призвал Гази-Мухаммада к себе, сказав: «Научи народ мой и меня святому шариату; если же ты не приедешь, то бойся суда Аллаха: на том свете я укажу на тебя как на виновника, которого просил, но он не хотел наставить на путь истинный». Такой просьбе имам отказать не смог и пешком пошёл к нему в Параул один, при встрече потребовал установить шариат. Шамхал заявил, что сделает это, но исполнено обещание не было, шамхал позволил Гази-Мухаммаду вести проповедь у себя во владениях, сам он уехал в Петербург, оставив править своего старшего сына Сулейман-пашу.
«Ты валий Дагестана, все народы тебе повинуются, а которые независимы, слушаются тебя. Ты должен быть блюстителем шариата. Твои подданные называют себя мусульманами, но не знают, что такое мусульманин. Все народы подвержены грехам, грех лежит на твоей душе. Так дозволь мне научить твой народ шариату, прикажи ему слушаться меня, и за такое доброе дело Аллах наградит тебя раем».

### Боевые действия

#### Борьба в Шамхальстве
В 1829 году имам уже имел под своим влиянием Койсубулинское, Гумбетовское, Андийское общества и половину Шамхальства. Летом в Шамхальстве шла борьба за престол между Сулейман-пашой и его младшим братом Абу-Муслимом. В события включились другие дагестанские феодалы и Гази-Мухаммад, который поддержал Абу-Муслима. Они подняли восстание, которое провалилось из-за вмешательства русских войск.
В январе 1830 года имам пишет письмо с просьбой о помощи османскому султану Махмуду II.

#### Поход на Аракани
К 1830 году он имел множество соратников, его учение приняли большинство аварцев, гумбетовцы, салатавцы, кумыки. Гази-Мухаммад создал вооружённый отряд из 400 человек. Но его противником выступил его бывший учитель Саид Араканский, имевший финансовые связи с русскими. Узнав, что шейх Саид высказывается против него, Гази-Мухаммад отправил ему письмо с требованием ввести в его селе шариат, иначе он сделает это сам. Араканский не предпринял никаких мер и находился в это время у Аслан-хана Кази-Кумухского. 13 января Гази-Мухаммад исполнил обещание: его отряд вошёл в Аракани. Всё вино, сделанное для продажи, было приказано вылить на улицы, араканцы приняли шариат. Книги Саида были конфискованы, Гази-Мухаммад приказал всё вино в его доме вылить в его кабинет.
Далее Гази-Мухаммад обратил внимание на Акуша-Дарго и обратился в письме к их кадию, сказав, что он скоро приедет для установления шариата. Мухаммад-кади Акушинский ответил, что они и так живут по шариату, и попросил подождать с приездом.

#### Поход на Анди
Следующими целями были выбраны Анди и Гумбет. Этот поход Гази-Мухаммада напоминал триумфальное шествие.

И здесь, в Нагорном Дагестане, в проповеди опять звучали боевые ноты. Здесь, говоря с горским крестьянством, проповедник призывал идти на Москву, здесь он заявлял, что слышит звон цепей, в которых ведут побеждённых гяуров. Эти речи вызывали громадный энтузиазм у слушателей— Профессор Николай Покровский
Андийцы оказали имаму сопротивление, ему пришлось с боем захватывать Гигатль. Но по итогу они покорились.
В скором времени, в 1830 году в Шамхальских владениях вспыхнуло восстание в поддержку младшего сына шамхала Мехти II Абумуслима, которое было подавлено. Многие жители бежали в горы. Как отмечал Дубровин, «предоставленные самим себе, шамхальцы явились первыми последователями учения Кази-муллы и послужили первым ядром его вооружённой силы».

#### Аварский поход
Гази-Мухаммад собрал дагестанских духовных лиц в Гимры, туда прибыли многие алимы, в том числе и из Дербента. Он призвал к установлению исламских порядков, с одобрения публики Гази-Мухаммад снова был торжественно избран имамом. Для успешных действий против России нужно было контролировать Аварию, перед аварскими ханами было поставлено обязательство поддержать имама. Правила в Аварском ханстве в то время Баху-Бике. Имаму доложили, что на собрании хунзахцы захотели поддержать Гази-Мухаммада, но пророссийская Баху-Бике с ними не согласилась. Было решено брать Хунзах, столицу ханства, силой.
Имам прибыл с войском к Хунзаху. Ханша Баку-Бихе решилась на переговоры и предложила имаму прибыть к ней. Гази-Мухаммад отказал и поставил её перед ультиматумом: порвать все связи с русскими и присоединиться к его армии.
24 февраля 1830 года начался штурм Хунзаха. Имам разделил войско на две части: он со своим отрядом атаковал с севера, отряд под руководством Шамиля и Гамзат-бека атаковал со стороны кладбища Грандини. Второй отряд сумел прорваться внутрь. В отряде Гази-Мухаммада начался беспорядок и он отступил. Шамиль и Гамзат были пойманы, но их отпустили. Победой ханши были довольны в русском командовании, ей поступило множество подарков. Царское командование всерьёз обеспокоилось деятельностью имама и рассылала дагестанским ханам письма с указанием о противодействии ему.
Гази-Мухаммад отправился в Цудахар и просил акушинцев перейти на его сторону, но Мухаммад-кади Акушинский отказал.
Русский майор Корганов предложил Гази-Мухаммаду прибыть в Тифлис, чтобы привлечь его на свою сторону и обманом ликвидировать, Гази-Мухаммад согласился на встречу на условиях, что они дадут аманаты для его безопасности и объявлял, что хочет совершить паломничество в Мекку и потребовал свободного пропуска. Корганов отправился в Дженгутай для начала переговоров, но его по дороге атаковал отряд Гамзат-бека, Корганов сумел выжить и по прибытии понял, что Гази-Мухаммад его обхитрил, чтобы выиграть время для налаживания связей в Чечне.

#### Первый поход русских на Гимры
Весной 1830 года чеченские вожди Ших-Абдулла, Ахбердил-Мухаммад, Астемир, Бейболат Таймиев, Авко Унгаев, Абду Шанаев и другие пригласили Гази-Мухаммада распространить шариат в Чечне, на что имам согласился. Гази-Мухаммада признали имамом Чечни. Вскоре к имаму пришёл шпион от Корганова, прикрываясь судебным вопросом. Засланец завёл разговор о чеченцах, имам понял, кто он, но не подал виду. Гази-Мухаммад сказал ему, что не уверен в чеченцах и не хочет иметь с ними дел и собирается уехать в Османскую империю. Шпион вернулся к русским.
Вернувшись от имама, чеченские делегаты собрали народную массу, объявили о принятии шариата и зачитали письмо имама, где он писал, что скоро прибудет.
Царское командование устроило покушение на имама: при выезде из Гимры по нему был выпущен залп из засады, но всё пролетело мимо. Неудавшиеся убийцы скрылись, а для Гази-Мухаммада ситуация оказалась полезной, сделав его ещё более популярным.
Гази-Мухаммад отправил в Чечню Абдуллу из Ашильта для мобилизации, тот сумел произвести на чеченцев впечатление. 4 мая Авко Унгаев с отрядом в 400 человек отправился в Гимры для соединения с имамом. Они пошли через Гумбет, но его жители не дали им пройти, из-за чего чеченцы отошли в Майртуп.
Наконец русский главнокомандующий решил ликвидировать имама военным путём: 19 мая 1830 года барон Розен провёл разведку на дорогах, ведущих к Гимры, этот пункт планировалось уничтожить как «гнездилище смут». Кавказское командование снарядило в Дагестан специальную экспедицию под командованием генерала Розена, который выступил против койсубулинцев. Старшины Унцукуля и Гимры дали клятву верности. Вскоре русские ушли из Гимры.

#### Действия в Чечне иДжаро-Белоканах
29 мая имам потерпел поражение у крепости Бурная. 14 июня чеченский предводитель Ших-Абдулла начал осаду крепости Внезапная. 17 июня к нему на помощь прибыл Гази-Мухаммад с дагестанскими повстанцами и принял на себя командование над объединёнными силами дагестанцев и чеченцев. Однако через 10 дней снял осаду и отступил в Эндирей, затем в восточную Чечню.
В июне соратник имама Ших-Шабан начал боевые действия в Джаро-Белоканских обществах и занял село Катех, затем пришлось сдать его генералу Сергееву, но генерал в погоне за горцами оказался в засаде и был разбит. 21 июня горские отряды атаковали Белоканы, но были отброшены.
В июле отряды генерала Эммануэля потерпел поражение на востоке Чечни.
В августе 1830 года Гази-Мухаммад вступил в Чечню и начал выступать с речами, разбирал судебные дела, проповедовал, отвечал на вопросы об исламе. В это время русские солдаты не могли никак ему противостоять, так как войска были парализованы из-за холеры. В октябре, разъезжая по аулам восточной Чечни — Ичкерии — Гази-Мухаммад призывал чеченцев под знамёна священной войны.
Осенью Гамзат-бек был послан в Джаро-Белоканы, он занял село Мацех, конвой начальника Лезгинской линии Андронникова был разбит. 14 ноября русские под командованием генерала Сергеева атаковали и вернули укреплённое село.
Три недели, с декабря 1830 года по январь 1831 года, генерал Вельяминов шёл по Малой Чечне, сжигая населённые пункты и затем перешёл в Большую Чечню. Горели сёла Умахан-Юрт, Бесенбер, Герменчук, Автуры. 17 января прошло сражение у Гелдигена, горцы проиграли. 21 января в сожжён Майртуп.

#### Восстание в Шамхальстве
Из Чечни на поддержку имама прибыл кумыкский князь Ирази-бек Бамматулинский, что было важным событием. Как отмечал Неверовский, благодаря этому шамхальские селения, кроме Карабудахкента, стали переходить одно за другим на сторону имама. Ирази-бек был провозглашён шамхалом тарковским. В Шамхальстве началось восстание против царского ставленника — шамхала Сулеймана-паши Тарковского.

##### Бои за Агач-Калу
В январе 1831 года имам планирует новый поход и рассылает обращение к горцам.
«О дорогие братья! Почему вы не обращаете внимания на слова Аллаха: „Вам письменно завещано сражение, но оно вам отвратительно?…“ Почему вы ставите правителями кяфиров, минуя верующих?
О мусульмане! Последуйте Аллаху и его посланнику. Не страшитесь смерти, участвуя в войне. „Где бы вы ни были, все равно вас настигнет смерть, даже если вы будете в укреплённых замках“. Вы не считайте ваших мёртвых умершими, ибо Аллах говорит: „Вы никак не считайте павших в войне за дело Аллаха мёртвыми, они у своего Аллаха живы и здоровы“.
Выступайте на борьбу потому, что борьба нам обязательна. Вы не обращайте внимания на примирившихся с кяфирами. Не слушайте их ложных советов… Уповайте на Аллаха, на все Его воля. Сабли наши, а шеи кяфиров. Аллах, помоги пособникам религии! Унижай унизителей религии и помоги нам победить кяфиров!»
Собрав 300 солдат, Гази-Магомед спустился на равнину и построил укрепление Агач-Кала в урочище Чумискент, вблизи современного Буйнакска, окружённом густым лесом. На крепость напали войска шамхала и Ахмед-хана Мехтулинского, но потерпели поражение.
По данным русской разведки, на сторону Гази-Мухаммада перешёл эрпелинский князь Уллубий.
Генерал-майор Бекович-Черкасский пошёл на Агач-Калу. В результате недолгого штурма укрепление русские отступили. Поражение русских подняло репутацию имама, к нему продолжали приходить сторонники с разных мест.
19 апреля усиленный отряд генерал-майора Коханова был готов к новому походу на Агач-Калу. Но и их попытка приступа укрепления оказалась неудачной, отряду пришлось бежать.
Войско имама насчитывало уже до трёх тысяч человек.
Имам начал борьбу против шамхала Тарковского. На сторону Гази-Мухаммада перешли Карабудахкент, Гели, Губден Темир-Хан-Шура, Кумторкала, а также Параул — резиденция шамхала Тарковского.

##### Сражение при Атлы-Боюне
20 мая имам вместе с Ирази-беком нанёс крупное поражение царским войскам при Атлы-буюне.

##### Осада Бурной
Имам зашёл в Параул по приглашению кадия, расправился над начальником караула, сжёг дом шамхала, разорил владение его брата Абу-Муслима Тарковского и уехал в Казанище. Шамхал Сулейман-паша бежал в крепость Бурную. Шамхал начал настаивать, чтобы русские войска наступили для взятия под контроль Карабудахкента и Гели, что те и сделали, 23 мая они были уже в Парауле, но Гази-Мухаммада со сторонниками там уже не было. Таким образом, их имам выманил войска с целью атаки на Бурную.
25 мая 1831 года имам осадил крепость Бурную. Но взрыв порохового погреба, унёсший сотни жизней, и прибытие царских подкреплений вынудили Гази-Магомеда отступить. Таркинское сражение было проиграно. При штурме погиб Ирази-бек Бамматулинский.

В 1831 году Гази-Мухаммад отправил в Джаро-Белоканы Гамзат-бека, однако его действия там не имели успеха.

Знамёна Гази-Мухаммада
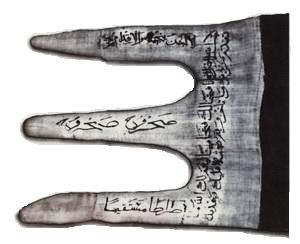
Знамя трехконечное, из белого холста. Имеется надпись на арабском языке.
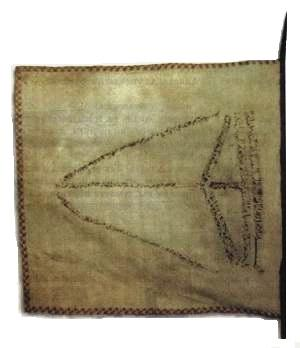
Знамя, захваченное Куринским полком в бою под селом Тарки 29 мая 1831 года.
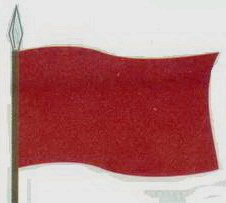
Знамя, захваченное русскими войсками в бою под сел. Тарки 29 мая 1831 г.

##### Осада Внезапной

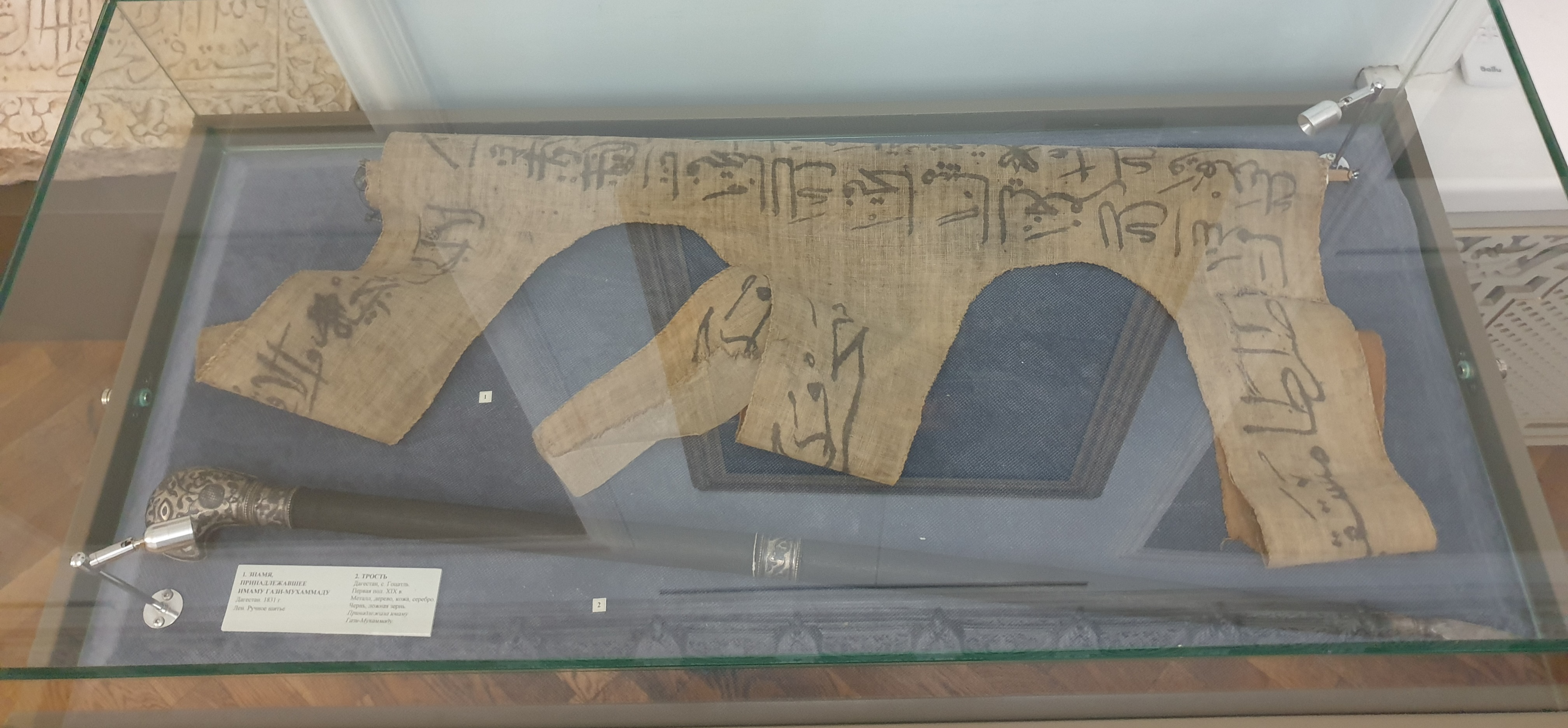
Знамя и трость Гази-Мухаммада. Национальный музей Республики Дагестан им. А. Тахо-Годи

26 мая Абдулла Ашильтинский с тысячей солдат встал у Эндирея и начал ожидать поддержку из Чечни, чтобы идти на крепость Внезапную. К 5 июня дороги у крепости были уже под их контролем, а местные жители им покровительствовали. Выступившие против горцев русские отряды попали в засаду, они сумели с потерями дойти до крепости. 14 июня солдаты имама полностью обложили крепость.
17 июня на место прибыл и сам имам с отрядом в 4000 человек. Он объявил, что планирует уничтожить крепости Внезапная, Кази-Юрт, Таш-Кичу и Кизляр. 20 июня 800 русских вышли на горцев в бой на штыках, но, не добившись успеха, отступили обратно в крепость со значительными потерями. 25 июня войска имама пошли на штурм, но осаждённые их отбили.
Имаму доложили, что русские отряды выступят из Таш-Кичу на помощь осаждённым. 26 июня он разместил часть войск на дороге от Таш-Кичу до Внезапной в селе Хасав-юрт, куда и сам прибыл. Крепость тем временем продолжала подвергаться атакам.
После 27 июня русские войска двумя колоннами двинулись с намерением ударить в тыл осаждающим. Узнав об этом, имам отдал приказ прекратить осаду и отойти в Эндирей.
1 июля русские начали преследование войск имама. Горцы встретили их ружейным огнём. Генерал Эмануэль выехал вперёд и получил ранение в грудь. Русские под командованием Бековича-Черкасского выбили из леса горцев. Далее русские взяли село Акташ, но пока они занимались уничтожением и разграблением села, имам развернул свои войска и атаковал. Манёвр сработал и русские под натиском отступили. 
«Наш поход на земли враждебно настроенных народов можно сравнить с наступлением утренней жаркого дня: наш путь обагрится кровью, мы проложим его огнём и мечом, претворяя слово в дело. Следуйте нашему учению, и благословение неба и земли снизойдёт до вас. Ваша собственность останется в ваших руках и ваша безопасность гарантирована.
Если же вы будете упорствовать, то знайте, что, как только горы сбросят зимний покров, а весна оденет их в цветущий наряд, мы наводним ваши аулы своими войсками и заставим вас силой делать то, что вы не делаете по доброй воле. Пение соловьёв в ваших лесах станет сигналом начала нашей войны. Мы защита и опора верующих, но мы и ужас для неверующих и сомневающихся. Мы поможем сильной рукой нашим сторонникам и братьям, и тот, кто последует за нами, будет жить в мире и вечном блаженстве. Аминь!».
В июле шли локальные русско-горские стычки. Имам вёл переговоры с шейхом Ярагским и обещал прибыть в Табасаран для руководства боями. В августе Гази-Мухаммад прибыл в Эрпели, далее он распространил своё влияние на Губден, шамхальские, кюринские и кази-кумухские аулы. Местные феодалы взывали к генералу Коханову с просьбой о помощи. 12 августа имам прибыл в Башлы и принял в своё войско башлынцев и жителей ближних сёл. Дальнейшей целью был Дербент.

#### ОсадаДербента
19 августа вблизи Дербента уже появился авангард войска имама, началась перестрелка с защитниками города. Под натиском атакующих они отступили в крепость и бросили свои казармы, находившиеся в двух километрах от города. 20 августа имам отправил письмо коменданту города с предложением сдаться и принять ислам. Был получен отказ, начался штурм цитадели. На следующий день штурмующие решили зайди со стороны моря и ворваться через незащищённые позиции, но защищавшиеся с помощью крепостных пушек им помешали.
Осаждённые решили нанести контрудар, и отряд вышел из крепости. Первоначально отряд достиг успех, горцы начали отступать, но скорое подкрепление отогнало защитников обратно в крепость. 22 августа подобная вылазка повторилась. Попытки штурма безуспешно продолжались.
В ночь с 26 по 27 августа имам узнал, что к городу движется русское войско Коханова, и снял осаду, отступив в Рукель.

#### Действия вТабасаранеиКайтаге
После сентября русские решили идти на Хучни, Дюбек и Маджалис. В ходе кровопролитного сражения Хучни было взято, было полностью уничтожено 20 сёл. Далее был взят Дюбек. Башлы и несколько других сёл северного Кайтага изъявили покорность.

#### Бои вСалатавии
23 сентября царские войска двинулись на Эрпели, оборону аула держал Умалат-бек, которого имам объявил шамхалом. Крупными силами Эрпели было взято, сторонники Гази-Мухаммада сумели скрыться в лесу. Далее планировалось взять Чиркей. Командующий войсками Панкратьев двинулся к реке Сулак для помощи в завоевании Салатавии, которым занимался генерал Вельяминов. 15 октября Вельяминов вошёл в Хасав-юрт, а 17 октября подошёл к Сулаку и неудачно попытался перейти через реку. Имам Гази-Мухаммад тем временем на противоположном берегу, в Чир-юрте, спланировал отвлечь Вельяминова и, переправившись через Сулак, бросил отряды на осаду крепости Внезапной. Генералу пришлось отправить туда часть своих сил. Вельяминов, перейдя через реку, шёл к Чир-юрту и в результате боя взял его. 25 октября этот отряд направился назад в Хасав-юрт и уже 26 октября вернулся в Таш-Кичу. Панкратьев пытался взять Чиркей, который оборонял сам Гази-Мухаммад. Но вскоре пришлось отступить, село после штурма было взято русскими. Имам поехал в Чечню для сбора дополнительных сил.

#### Набег на Кизляр
Накопив силы, имам перешёл через реку Сунжа и начал агитировать местных идти на борьбу, он представлял угрозу казацким станицам Моздокского и Гребенского полков. Гази-Мухаммад встал у аула Четугай и стал ждать подкрепление, но скоро, 31 октября, резко исчез из поля зрения имперского командования и объявился у аула Ачехи. Подобным образом имам продолжил проводить манёвры и, быстро перемещая отряды и пользуясь непогодой, выматывал русские войска. Он занял Ачехи и, имея внушительные силы, сделал вид, что готовится держать оборону. Русское командование писало, что «умный имам замаскировал настоящий свой план и обманул даже такого опытного и предусмотрительного генерала, обладавшего бесспорно большими военными талантами, каким был генерал-лейтенант Вельяминов». В то время как генерал разворачивал отряды у Ачехи, имам с конницей в тысячу солдат перешёл через горы, прорвал Кавказскую пограничную линию и устроил стремительный набег на Кизляр 1 ноября.
Жители поспешили укрыться в крепости на окраине Кизляра, где рядовые были застигнуты врасплох, офицеры тем временем гуляли на именинах. В городе, где большую часть населения составляли армяне и русские, началась пальба из оружия, бойцы имама опустошали магазины, храмы, лавки, захватывали трофеи и пленных и отходили к реке, чтобы вернуться на другой берег. Солдаты в крепости не смогли как-то помешать горцам, так как не могли обстреливать их из-за пристроек у крепости. Всё продолжалось около трёх часов. Итогом, по русским данным, стали 126 убитых, 38 раненных, 168 пленных и до 200 тысяч рублей убытков. Имам и его войско также обогатилось за счёт возвращения пленных за серебро.

#### Оборона Агач-Калы

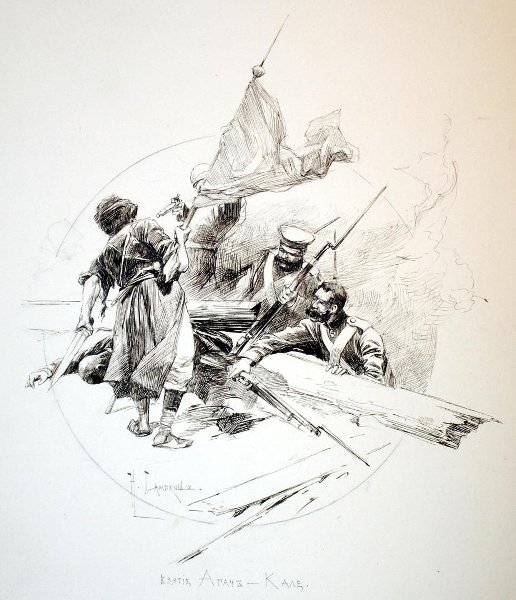
Взятие Агач-Кале. 1831 год. Худ. Самокиш, (1894)

24 ноября отряд Коханова двинулся к Агач-Кале. При приближении русских к заранее подготовленным горцами завалам у леса, солдаты имама обстреляли русский отряд. Те ответили из трёх орудий, используя картечь и гранаты. Артиллерия подготовила для пехотных войск условия для атаки, но внезапно появились сильный туман и снег, что значительно помешало видимости и прекратило сражение, войскам было приказано отступить. Гази-Мухаммад ударил по отступающим, начав рукопашный бой, из-за чего русские солдаты не смогли собраться для отражения, но горцы тем не менее были опрокинуты.
30 ноября на Агач-Калу решил пойти со своими войсками полковник Миклашевский. Агач-Калу обороняли Шамиль, Гамзат-бек и Саид Игалинский. Начался кровопролитный бой, но при наступлении темноты русские отошли и оставили на поле своих убитых. Горцы поняли, что удержание Агач-Калы будет стоить им колоссальных потерь, и ночью ушли, оставив крепость. Утром русские её заняли.

#### Поход наВладикавказиНазрань
«Различные племена, населяющие Кавказ, не знали единой власти, доколь не явился среди них изувер, который хитростью, коварством и зверской жестокостью не принудил всех признать, ежели не волею, то страхом, его единое над собою началие и которому, ныне слепо повинуясь, почти все племена составили одно сильное, враждебное против нас целое, с которым бороться прежних ни сил, ни способов не стало».
В начале 1832 года барон Розен арестовал всех жителей Джаро-Белокан, которые ранее оказывали поддержку восставшим. Чечня и Засулакская Кумыкия тем временем были охвачены восстанием.
Гази-Мухаммад двинулся в Чечню 11 марта. 13 марта генерал Вельяминов узнаёт, что имам скоро будет на Мичике, куда собираются жители ближних сёл. Были слухи, что имам планирует атаковать Владикавказ и Назрань, но Вельяминов этому не верил, он думал, что имам пойдёт на Кабарду. На деле же имам собирался поднять на войну ингушей, уничтожить крепости во Владикавказе и Назрани, прервать связь по военно-грузинской дороге и только после этого идти на Кабарду. Гази-Мухаммад собрал отряд численностью до 2000 человек. Чеченцы просили имама идти на Грозную крепость, но он не одобрил.
22 марта имам был в семи километрах от Владикавказа. Началась подготовка Владикавказа к обороне, русские ждали известий из Назрани. Вскоре они узнали, что имам провёл две попытки взять Назрань приступом, но после второго штурма отступил за Сунжу. Таким образом, амбициозное предприятие имама было прервано. На обратном пути 8 апреля его войска появились около Грозной. Согласно русским сведениям, в действиях против назранской крепости имаму помогали местные ингуши.
Следующей целью имама была Акуша, где он имел немало сторонников. Но акушинский кадий считал борьбу бесперспективной и не дал акушинцам перейти на его сторону.

#### Битва за Гимры, смерть

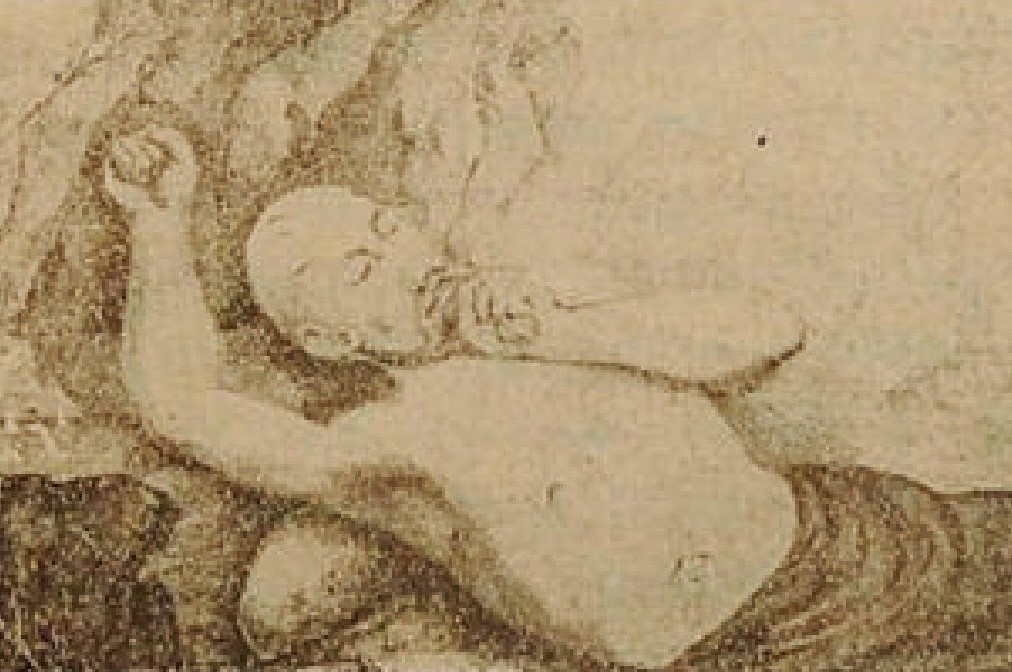
«Кази-Мулла», литография с рисунка П. А. Бестужева-Рюмина, 1832 г.

Имам встал между сёлами Эрпели и Каранай и выстроил укрепление. После обстрела отрядами генерала Клюгенау солдаты имама отступили в укрепление. 21 июля прошло ожесточённое боестолкновение с потерями по обе стороны. На следующее утро русским стало ясно, что горцы оставили укрепление, Гази-Мухаммад ушёл в Гимры. Он начал строить укрепление на подходе к селу.
В начале августа русские начали карательные походы для усмирения Чечни. Генерал Розен уничтожил 80 сёл Большой Чечни и взял у них заложников. Отряды генерала Вельяминова занимались тем же. После завершения дела в Чечне Розен в октябре переместился в Дагестан.

10 октября генерал Розен был у Гимринского ущелья, которое укрепил имам и обороняли его солдаты. На то, чтобы пройти через него у русских ушло семь дней. В Гимры неравный бой длился с утра до вечера. Гази-Мухаммад рассчитывал, что к нему придёт на подкрепление отряд Гамзат-бека, но этого не случилось из-за деятельности русской разведки. Имам вместе с Шамилем и другими двенадцатью защитниками зашли в небольшую крепость и стали её оборонять. Имам, произнося шахаду, с клинком выпрыгнул из крепости и атаковал. По его голове попали камнем, он споткнулся и был убит штыками. За ним по очереди выпрыгивали и другие защитники, но почти все они тоже умерли в бою. Только двое из них сумели в кровавом бою прорваться и выжить, одним из них был будущий имам Шамиль. Все достижения Гази-Мухаммада могли исчезнуть, если бы не быстрые действия Мухаммада Ярагского, который уже через несколько месяцев избрал следующим имамом Гамзат-бека. 

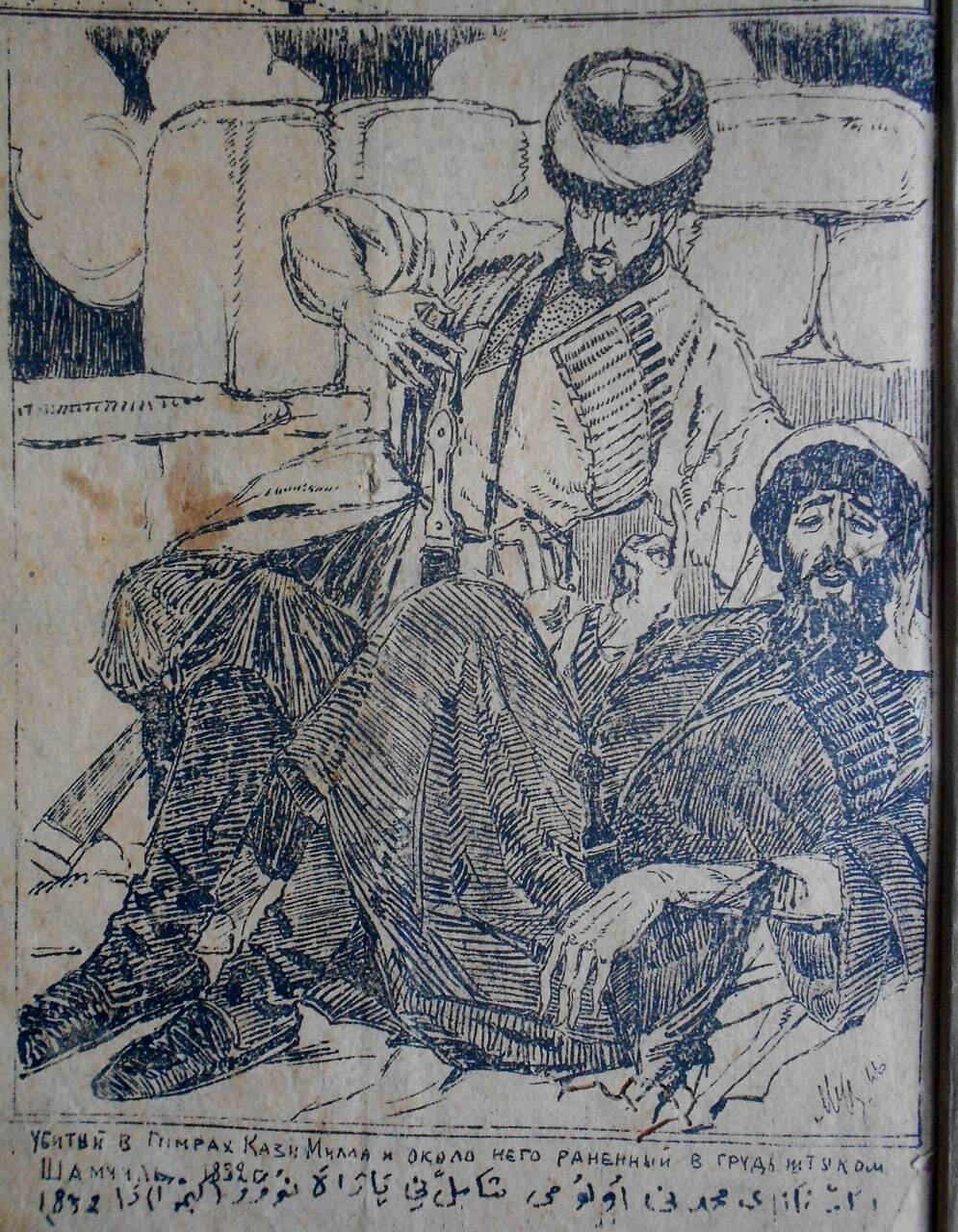
Смерть имама на картине Мусаясула «Убитый в Гимрах Кази-Мулла...»

### Захоронение
По настоянию Саида Араканского, который предостерёг русских, что захоронение имама в Гимры приведёт к паломничеству на его могилу, за чем могут последовать беспорядки, было решено перенести его подальше от родного села — в Тарки. Его обработали и поместили в склеп напротив крепости Бурной, для охраны склепа выделили часового. Вскоре по настоянию шамхала его похоронили на этом же месте.
В 1843 году отряд Кебед-Хаджиява Унцукульского по приказу Шамиля захватил Тарки и перенёс тело Гази-Мухаммада в Гимры, где его перезахоронили. В Гимрах над его могилой был воздвигнут небольшой мавзолей.

## Политика
Как отмечает профессор Гаммер, Гази-Мухаммад разработал практически все основы политики, практики, стратегии и тактики, которыми потом следовали его преемники Гамзат-бек и Шамиль. 

### Законодательная
Цель имама заключалась в утверждении в среде мусульман Кавказа «чистых норм» шариата. Гази-Мухаммад требовал от старшин сёл присягу следовать только шариату и отказаться от адатного права, а также полностью прервать отношения с русскими. Для укрепления шариата имам занимался поголовным уничтожением местной знати, им было убито тридцать влиятельных беков, в них он видел пособников русских и мунафиков.
Строго запрещались спиртное, табак, азартные игры, танцы, песни. Имам требовал от женщин ношения чадры в обществе, а от мужчин — отпускать бороду и стричь усы на уровне верхней губы. Гази-Мухаммад стремился к ограничению кровной мести и запрету ишкиля — захвата имущества родственника или знакомого для того, чтобы должник выплатил долг. Он требовал уважительного отношения к учёным. Сельских кадиев, которые были не согласны с видением имама, Гази-Мухаммад сажал в тюрьму или казнил, их место занимали его ставленники. За трусость и предательство на одежду нарушителя пришивались позорные знаки отличия.
Убийство каралось лишением жизни, воровство — телесными ударами, преступник выдавался на суд того села, где он живёт. За прелюбодеяние и изнасилование также предполагалась казнь.

### Государственная
Имам начал строительство структуры будущего военно-теократического государства — Имамата, которое было завершено при правлении Шамиля. В отдалённые общества назначались наибы, которые собирали сельские ополчения. Ближайшее окружение имама составляли муртазеки.
Строящееся государство базировалось на видоизменённых властных органах джамаатов и их союзов обществ. По своей сути оно было «сверхсоюзом» или конфедерацией вольных обществ под властью одного правителя — имама. Центром строимого имамом государства был аул Гимры. Там была его резиденция, где располагалась и казна. Рядом с Гимры он построил крепость в начале 1830 года.

Он из самых разнородных элементов, почти из ничего, заложил прочное основание редкому в летописях истории военно-теократическому государству, которое в течение 30 лет успешно сопротивлялось могущественной европейской державе. Конечно, сама природа содействовала успеху сопротивления, но выработанный впоследствии под влиянием развившегося мюридизма новый тип горцев, идеи и религиозное рвение в горах были исключительным созданием этого одарённого человека— Генерал-майор фон Климан

### Военная
Он собрал армию в 8—10 тысяч человек, где ядро составили мудиры, а также переселенцы-мухаджиры из других районов Дагестана и Чечни. Армия и мухаджиры содержались из казны, регулярно пополняемой закятом, садака, конфискованным имуществом, а также военной добычей. Деньги из казны расходовались на войну: вооружение, охрана, отряды муртазеков, выделялись специальные средства на социальную поддержку бедных, сирот и на детское образование. Когда после его смерти имамом был избран Гамзат-бек, мать Гази-Мухаммада поздравила его и, согласно завещанию сына, передала ему казну с золотыми и серебряными ценностями, оцениваемыми в 16 тысяч рублей серебром.
Согласно описаниям, воины Гази-Мухаммада «не надевают на головы других шапок, кроме чалмы». Мобилизация в войска имама проводилась по квотам, объём призываемых зависел от количества мужчин на двор. Так, чеченцам имам приказал выставлять с каждых 10 мужчин одного хорошо вооружённого. Солдаты, согласно описаниям русских пленных или дезертиров, «имеют каждый по нескольку горстей кукурузной и ячменной муки, которой вообще может достать им на пять или на шесть дней… для приготовления пищи имеют только два небольших котелка, в которых варят галушки, а сверх того, каждый для себя замешивает из той же муки тесто и ест оное. Соли имеют весьма мало».
Гази-Мухаммад видел слабую сторону русских войск в их медлительности и слабой мобильности, чем он и пользовался, проводя быстрые манёвры и внезапные атаки и укрепляя позиции для обороны, он стремился как можно дольше держать инициативу в войне при себе. Имам приучил горцев к дальним и длительным походам. Вводил русское командование в заблуждение, сохраняя в тайне свои планы и одновременно пуская ложные слухи.
Для укрепления границ Гази-Мухаммад построил в начале 1831 года крепость Агач-Кала (с кум. «деревянная крепость»), она служила базой для его набегов и прослужила ему год, вплоть до штурма и разрушения его русскими войсками. При строительстве укреплений Гази-Мухаммад первым на Кавказе применил глубокие блиндированные траншеи, которые эффективно противостояли артиллерийским снарядам.

### Сельско-хозяйственная
Обучил чеченцев строить дома в лесных условиях, где не могли проходить войска, а также ввёл практику выращивания кукурузы вместо привычной пшеницы. В лесу было легко спрятать от войск скот, людей, имущество. Переход на кукурузу объяснялся тем, что карательные царские отряды отнимали пшеничные посевные площади, а кукуруза служила хорошей пищей и заменой пшеничного хлеба.

### Дипломатическая
Бескомпромиссно требовал от правителей соседних владений ввода исламских законов. Писал письма с просьбой о помощи османскому султану Махмуду II, но в то время османы находились в трудном военно-политическом положении и не смели идти против России, поэтому поддержку не оказали. До похода на Владикавказ и Назрань имам отправил воззвание с призывом присоединиться к освободительному движению народам Северо-Западного Кавказа, его посланники поехали к абадзехам, которые были там одним из главных очагов борьбы с Россией. Согласно источникам, это обращение вызвало восторг у адресатов. Считалось, что имам имел связь с Каджарским Ираном, но тот никак не поддерживал Гази-Мухаммада. Имеются сведения, что Гази-Мухаммад поддерживал тайную связь с Мустафой-ханом Ширванским, который находился в Иране и готов был вернуться в Ширван, если там поднимется восстание.

## Творчество
Гази-Мухаммад написал на арабском языке трактат «Установление доказательства вероотступничества правителей и судей, судящих по адатам» в конце 1820-х годов. Фотокопия и русскоязычный перевод сделаны и опубликованы востоковедом Ясином Расуловым. В нём имам проводит разбор преимуществ шариатских законов по сравнению с адатами. По словам Али Каяева, первоначально оно называлось «Добрые знамения для гимринских судей, судящих по адату», Гази-Мухаммад передал его для оценки шейху Саиду Араканскому, с которым у него ещё не началось противостояние. Произведение впечатлило Саида, он его высоко оценил, написал хвалебный отзыв и утвердил финальное название.
Имам обладал поэтическим талантом, сохранились несколько его касыд. Выпустил трактат «Блистательное доказательство отступничества старшин Дагестана», начинающийся со слов «нормы обычного (адатного) права – собрания трудов поклонников сатаны». В сборнике «Асари ал-Яраги» было обнаружено стихотворение имама «Клич к газавату», написанное в 1828 году.
О горе вам, горцы, и я соболезную вам.

Вы стали рабами, вы стали прислугой врагам.

А если же вы не вернётесь к Аллаху опять

Вас мучители будут, как пыль, под ногами топтать.

От бездны позора спасёт нас теперь лишь джихад

«Нет больше дорог!» — говорит вам Гази-Мухаммад.

Пускай запылает повсюду священный пожар.

Точите кинжалы, молитесь. Аллаху Акбар!
Три касыды имама и его обращение к горцам после объявления джихада опубликовал дагестанский учёный-биограф Назир ад-Дургели в своём труде «Услада умов в биографиях дагестанских учёных». Он писал, что Гази-Мухаммад был силён как в поэзии, так и в прозе.

## Идеология
В историографии широко распространён  тезис о суфийской основе джихада, начатого Гази-Мухаммадом, который обозначается суфийским термином «мюридизм», так как в нём участвовали мюриды. Но, как пишет востоковед Владимир Бобровников, с научной точки зрения, такое определение является неправильным и не подтверждается фактами. Философ Агаев считал мюридизацию джихада преднамеренным идеологическим искажением и фальсификацией. Сами имамы Дагестана этот термин никогда не использовали, его ввели русские исследователи. Деятельность имама не была связана с суфийской практикой, более того, она ей противоречила — джихад был им объявлен вопреки приказу его муршида Джамалуддина Кази-Кумухского, при том, что, согласно главнейшему тарикатскому принципу мюрид беспрекословно обязан подчиняться муршиду. Имам твердил, что одни только тарикат, молитва и чудеса не приведут к спасению. Когда Джамалуддин отказал Гази-Мухаммаду и тот пошёл за разрешением к шейху Ярагскому, то шейх ответил, что «отшельников-мюридов можно найти много, хорошие же военачальники и народные предводители (имамы) слишком редки», что, как отмечает профессор Абдуллаев, означало его одобрение оставить образ жизни отшельника, то есть оставить тарикат, и стать имамом. Согласно рукописи Али Каяева, до объявления джихада имам сказал: «Тарикат достойных мужчин превращает в женщин, он мне не нужен». По словам Шамиля, Гази-Мухаммад был «слишком учёный и слишком смелый человек для тариката».
Имам считал, что единственная форма государства, соответствующая идеалам горцев — это теократия. Важное значение придавалось объединению горцев, Гази-Мухаммад планировал построить единое государство всех северо-кавказских народов.
Гази-Мухаммад, как и Шамиль после него, выступал за восстановление «чистого» ислама. При введении шариата упор делался на строгий таухид. В своём труде «Установление доказательства вероотступничества правителей и судей, судящих по адатам» имам не включает суфийские идеи и не ссылается на тарикатских шейхов. При этом он ссылается на учёных-салафитов — на йеменского алима Салиха аль-Йамани, а также на его ученика-дагестанца Мухаммада ал-Кудуки, чью риторику повторял Гази-Мухаммад. Сравнительный анализ труда имама и труда аль-Йамани показал, что Гази-Мухаммад прямо заимствовал его мысли. Эти и другие факты дагестанский арабист Ясин Расулов считает доказательством влияния на имама салафитских идей. Расулов, проанализировав труд имама, делает вывод, что его идеи полностью созвучны с идеями проповедника Мухаммада ибн Абд аль-Ваххаба, который сформировал своё учение за век до Гази-Мухаммада. Современник имама, русский историк Бантыш-Каменский, называл Гази-Мухаммада «новым Абд аль-Ваххабом».
Согласно убеждению имама, таухид требует от мусульманина признать, помимо единственности Аллаха, и единственность его власти, которую мусульмане должны распространять на все сферы человеческих отношений, в частности, на судебную сферу. Мусульмане, практикующие что-то иное в правосудии вместо шариата, по мнению Гази-Мухаммада, выходят из ислама и становятся кафирами и мушриками. Адатный суд приравнивается к язычеству, многобожию и квалифицируется как поклонение тагуту.
- их молитвы, посты и хадж не действительны
- их жизни разрешены для убийства
- мясо животных, закланных ими, запрещено употреблять в пищу
- их браки расторгаются
- они не имеют право наследовать имущество, как и их имущество не передаётся по наследству
- их свидетельские показания не принимаются
- их правовые действия признаются не имеющими силу

Имам считал, что оставлять мусульман-вероотступников в таком положении нельзя, их нужно вернуть в ислам, сначала путём наставления и проповеди, если не получится — силовым методом. Назир ад-Дургели, Муртаза-Али ал-Уради, Хайдарбек аль-Гиничуки называют Гази-Мухаммада муджаддидом.

## Личность
Как пишет британский исследователь Джон Беддели, Гази-Мухаммад сочетал в себе два важнейших качества — умение говорить и умение молчать. По словам Шамиля, имам был «молчалив как камень». Отмечалось, что «одним дыханием он пробуждал бурю в их душах». Согласно Хаджи-Али Чохскому, людей в имаме привлекали его учёность и умственные способности. Гази-Мухаммад знал более 400 хадисов наизусть и часто цитировал их. Не оспаривается то, что имам был храбр, целеустремлён и беззаветно предан своей цели, суров, мрачен, а также безжалостен. Он был трудолюбив, принципиален и не отходил от уже принятых решений.
Внешность его производила глубокое впечатление. Это был человек среднего роста, широкоплечий и худощавый в лице, большие навыкате глаза его сверкали как уголья, а глубокие морщины поперёк высокого лба изобличали постоянную думу и тот внутренний огонь, в котором, как в горниле, перегорали страсти, и как сталь закалялась железная, непреклонная воля. Всегда сосредоточенный в самом себе, угрюмый и молчаливый, как камень, там, где это было нужно, Кази-Мулла являлся типом восточного честолюбца, спокойного, мрачного и холодно-жестокого. Таким по крайней мере его рисуют нам воспоминания современников.Василий Потто, Кавказская война

## Память

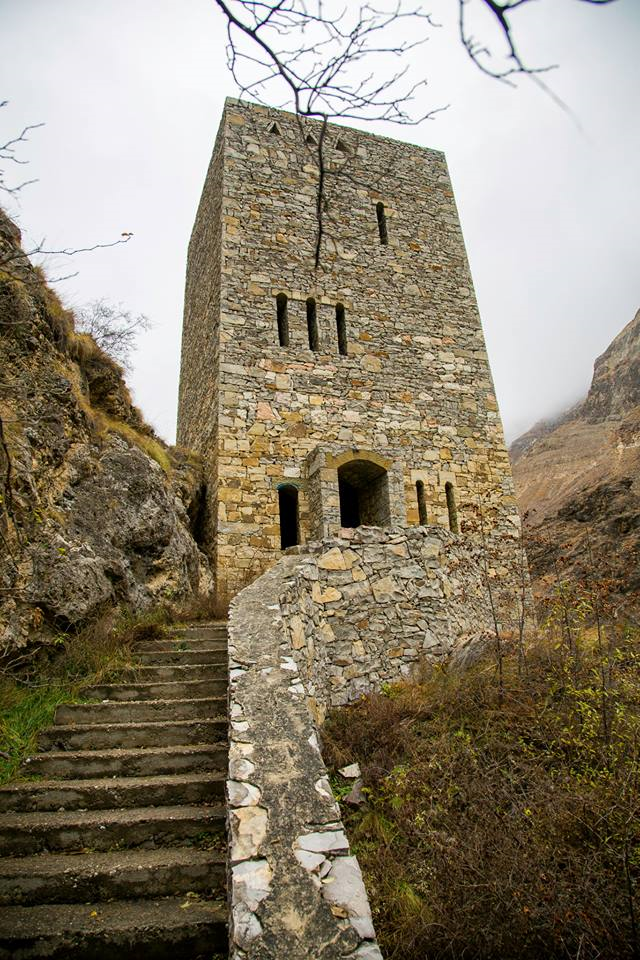
Гимринская башня, у которой погиб имам
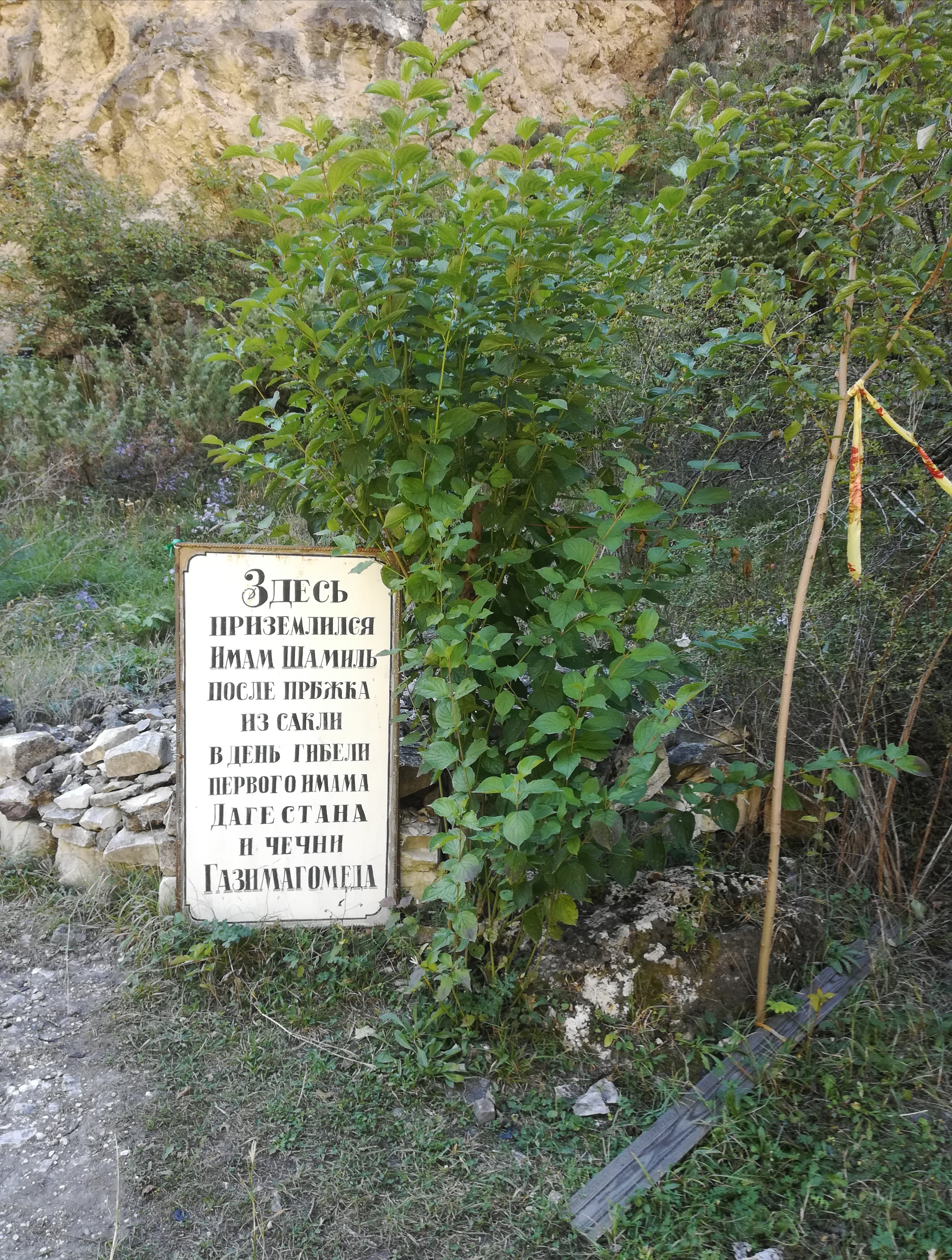
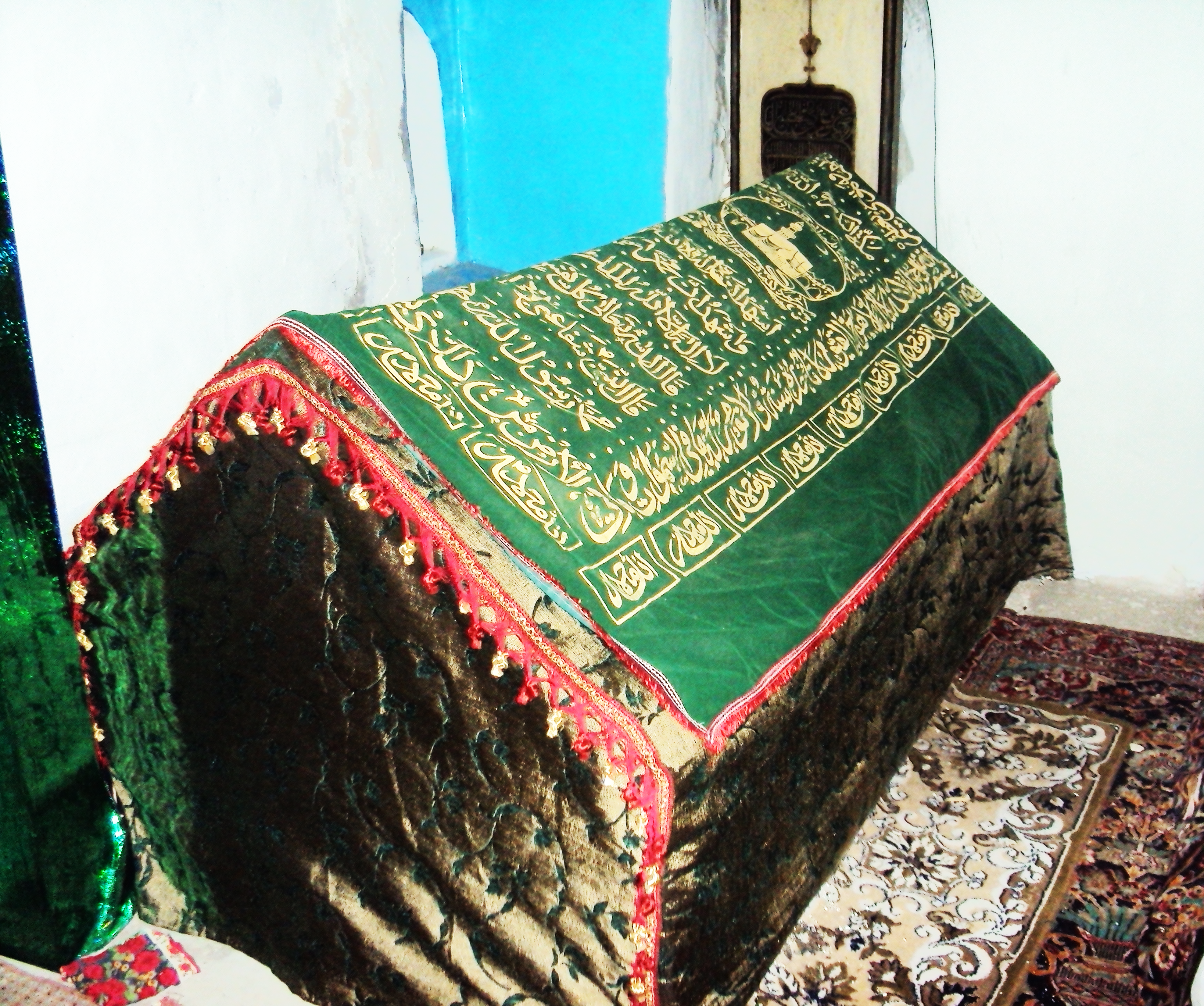
Гробница Гази-Мухаммада в Гимрах

- Образ имама Гази-Мухаммада широко представлен в фольклоре дагестанских народов.➤
- В память о Гази-Мухаммаде и его последователях имам Шамиль сочинил стихотворение[49]. В честь него Шамиль назвал своего второго сына[101].

Послушайте, люди, я вам расскажу,

О тех, на желобках сабель

Которых свернулась кровь.

Внемлите, я поведаю вам

Об отдавших свою жизнь на пути Аллаха,

О тех, кому обещаны райские блага,

Кто встал рядом с любимцем Аллаха,

О газиях, подобных асхабам,

О боевых друзьях Гази-Мухаммада.
- Мухаммад-Тахир ал-Карахи написал элегию на смерть имама[102].
- В Тарки, у крепости Бурная, на месте первого захоронения имама в первой половине XX века установлен памятник-кенотаф[103].
- В 1999 году отряды Шамиля Басаева и амира Хаттаба осуществили вторжение в Дагестан, один из ключевых этапов которого назвали «операция „Имам Гази-Магомед“»[104].
- Улица Кази Мухаммеда в Баку, Азербайджан.
- Улица Имама Гази-Магомеда в Буйнакске, Дагестан. Одна из главных улиц города[105].

## Семья
В юности отец против воли сына засватал Гази-Мухаммаду девушку Шамай – дочь Али Галбацилава, на которой он женился в 1810 году, но вскоре оставил её для продолжения учёбы. Вернувшись, он развёлся с ней. Следующей женой в 1816 году стала Били, дочь Хаджиль-Хаскиля. Развёлся и с ней и женился в 1819 году на Патимат, дочери Микаилил-Хаскиля, образованной женщине. Когда имам умер, Патимат было 27 лет. После женитьбы родилась дочь Салихат. Шамиль говорил про неё, что «хотя она и несовершеннолетняя, она умнее взрослого человека». Салихат стала женой Тагира из Унцукуля, однако рано умерла. Тагир был сторонником имамов, советником Шамиля, убит 13 сентября 1840 года в бою с русскими у Гимры. Женился имам также на Хафсат — дочери шейха Ярагского. После смерти Гази-Мухаммада на его вдове Хафсат женился Абдула Алкадари, от которого она родила Гасана Алкадари — известного дагестанского учёного.
Обе сестры имама вышли замуж за двух братьев из рода Хажилал. Аминат вышла за Алибулата. Сестра Патимат — за Гарабулата, у них родились сыновья — Исмаил и Гази-Мухаммад, у Исмаила был сын Хусейн и одна дочь. У Аминат родились 2 сына и дочь, одного из сыновей звали Мухаммад, он был молодым учёным и умер, сражаясь в битве за Ахульго.

## В историографии
В царской историографии Гази-Мухаммад описывался как исключительно отрицательная личность, его называли «изувером», «злоумышленником», «злодеем», «мошенником» и прочими прозвищами.
Советские исследователи, в первую очередь Михаил Покровский, отводя религиозную составляющую с переднего плана, сводили движение Гази-Мухаммада к классовому и антифеодальному восстанию, несмотря на то, что часть дагестанской буржуазии присоединилась к имаму ещё в начале борьбы, одним из таких был Гамзат-бек.
В 2007 году современный историк Хаджи-Мурад Доного издал книгу «Сверкающий газават. Имам Гази-Мухаммад». Шапи Казиевым выпущена иллюстрированная энциклопедия «Имам Гази-Магомед». В 2020 году исследовательницей Патимат Тахнаевой была выпущена книга «Имам Газимухаммад: аварская хроника времён Кавказской войны. (1827-1831 гг.)», содержащая перевод и анализ хроники Хасанилава ал-Гимрави XIX века, где описывается жизнедеятельность Гази-Мухаммада.

## В культуре

### Поэзия
- Русский поэт Александр Полежаев, воевавший на Кавказе, участвовал в боях против Гази-Мухаммада, это отразилось в его поэмах «Эрпели» и «Чир-Юрт». В них автор представляет имама как мудрого и непреклонного вождя, верящего в свою возвышенную миссию. Он называет его также «сыном обмана», «гением гибели и зла», «главой разбоя и Корана», «бичом христиан»[118].

Как вдруг – в один погодный день

На зло внезапное и горе,

Из моря или из-за моря,

О том безмолвствует молва,

У них явился гость отменный,

Какой-то Гений иступленный‚

Пророк и поп Кази Мулла.

Как муж‚ ниспосланный от Бога

Для наставленья Мусульман,

Нося открытый Алкоран

### Фольклор
В преданиях и легендах дагестанских народов имам предстаёт как «эпический герой, идеальный предводитель, обладающий полководческим талантом, провидческим даром, готовностью умереть за свою веру. Он наделён также высокими достоинствами: учёностью, мужеством, душевной щедростью».
Распространено предание о пророческом сне Гази-Мухаммада, где тот видел, что его преемником станет Шамиль, который добьётся куда больших успехов. В Гимринском сражении имам, согласно легенде, будучи запертым в крепости и зная, что скоро умрёт, обратился к Шамилю и сказал ему: «Дорогой мой, я видел сон, что отсюда спасёшься только ты, тебе придётся возглавить газават».
Предание гласит, что однажды тарковскому шамхалу написал дагестанец, будучи паломником в Медине. Он писал, что до этого ему во сне являлся пророк Мухаммад, но в последнее время вместе с пророком приходил какой-то незнакомец. На вопрос о том, кто это, пророк ответил, что это Гази-Мухаммад. Этот паломник описал человека из сна и просил разузнать шамхала, насколько описание из сна совпадает с реальным. Прочитав, шамхал пригласил известного Хаджиява Оротинского, который был знаком с имамом, и его описание в точности с описанием из сна. «Клянусь Аллахом, — воскликнул Хаджияв, — если Гази Мухаммад и я жили бы до появления нашего пророка Мухаммада, то я бы утверждал, что Гази Мухаммад – пророк!».
По горским слухам, записанным сосланным на Кавказ декабристом Бестужевым-Марлинским, второй дед Гази-Мухаммада был русским дезертиром, который ушёл из российской армии в ходе одного из кавказских походов.

### Кино
- «Рай под тенью сабель» (1992). Рупат Чараков в роли Гази-Мухаммада.
- «Имам Шамиль. Последний бой имама» (2005). Газимагомедхаджи Абакаров в роли Гази-Мухаммада.
- «Большие змеи Улли-Кале» (2022). Гази-Мухаммада сыграл Давид Маргиев.

### Хореография
- Хореографическая драма «Имам Шамиль» включает ряд выступлений с Гази-Мухаммадом[124].